# Dark Void
Dark Void és un videojoc d'acció en tercera persona, publicat per Capcom. Ha estat llançat per a PC, PlayStation 3 i Xbox 360.

## Història
En ell encarnes a Will, un pilot que volava per sobre del Triangle de les Bermudes quan el seu avió va xocar amb objecte estrany, i va caure a terra. Al costat d'ell està Ava, companya de viatge i antic amor. Quan s'adona d'on està, en el Buit, un món paral·lel al nostre, ha de sobreviure al costat dels supervivents, altres humans que també han acabat en el Buit. Els supervivents duen el rostre tapat per una màscara de gas, i tots duen l'arma principal del joc, l'Alliberador, fabricada a partir de deixalles que s'han trobat en el Buit. Combats contra els Vigilants, robots que pretenen dominar el món.

## Armes
- Alliberador: És l'arma principal del joc, i està formada per restes oposades en el Buit.

- Opressor: És l'arma principal dels vigilants.

- Desintegrador: Arma de gran potència, que a l'impactar contra un cos, ho desintegra.

- Recuperador: Arma de precisió dels vigilants, dotada d'una mira telescòpica.

- Magnetar: Arma dels supervivents, capaç de mantenir un cos en l'aire durant un període, alhora que li causa greus danys.

- Super-bobina: Arma d'energia creada pels supervivents, capaç d'electrocutar un cos fins a causar-li la mort.

Motxilla propulsora: "Vehicle" experimental dels supervivents dotada de dos metralladores de 7,62mm i uns míssils magnètics sempre que se li afegisca la seua tercera millora.
Canó antiaeri: Arma fixa dels supervivents, eficaç contra objectius voladors.
Torreta d'ions: Arma fixa dels vigilants.
Granada Tesla: Magranes amb un temporitzador que exploten quan aquest s'esgota.
Granada de fusió: Magranes que creen un camp electromagnètic nociu.
Cada arma inclou 3 millores que es poden obtenir aconseguint tecnopunts.

## Enemics
- Peons platejats: Són els enemics més nombrosos del joc. Van equipats amb un opressor.

- Sergents platejats: Són més resistents i agressius que els peons. També van equipats amb un opressor, i poden llançar míssils a través del seu únic ull.

- Peons blancs: Peons que van equipats amb un opressor i una motxilla propulsora

- Sergents blancs: Sergents que van armats amb un desintegrador

- Peons rojos: També van equipats amb l'opressor. Quan estan prop de tu exploten, creant un camp d'energia que danya a qualsevol cos que estiga en el seu interior.

- Sergents rojos: Sergents armats amb un opressor. També llancen granades de fusió.

- Peons daurats: Van armats amb un recuperador, i utilitzen la seua motxilla propulsora per a millorar la seua precisió.

- Sergents daurats: Sergents que van armats amb un recuperador, i disparen un raig ocular a través del seu ull, que desactiva la motxilla propulsora durant un curt període.

- Gentilhomes: Enemics grans que volen, van dotats d'un Minigun i un llançacohets, i et poden agarrar amb la seua forta cua.

- Jerarques: Màquines d'artilleria errants, amb forma de rèptil. Van equipats amb quatre metralladores i un llamp electromagnètic. El seu punt feble són els punts rojos de les potes.

- Guardià del Portal: Monstre herculi amb forma de drac, que custodia el Portal del Buit a la Terra.

## Vehicles
- Biplà: Avió principal dels supervivents. Dispara els seus metralladores i els seus míssils limitats.

- Tapaboques: Nau similar a un o.v.n.i. que dispara blàsters i coets de fusió.

- Transport: Nau de gran grandària amb una torreta antiaèria incorporada, que transporta tropes en el seu interior.

- L'Arca: Nau de gran grandària que pertany als supervivents, dotada de 4 canons antiaeris.

## Personatges
- Jim Steyr : Supervivent controlable en el pròleg, dirigint una motxilla propulsora. Al final de la missió és assassinat per un jerarca.

- Will : És el protagonista de la història, controlable en la resta del joc.

- Ava : És l'antiga xicota de Will, missatgera de l'avió. Will va en la seua cerca després que desapareguera a la recerca de Nikola Tesla.

- Atem: Supervivent adepte, i guia en el Buit. Atem va conèixer a Ava quan eren joves.Poc després va acabar en el Buit i es va transformar en un adepte.

- Tavi: Taujà que treballa amb Nikola Tesla en el projecte de l'Arca, que ajuda a Will en la recerca d'Ava, ensenyant-li a volar amb la motxilla.

- Nikola Tesla: Conegut científic austríac, que ajuda a Ava i a Will, donant-los unes motxilles amb les quals poden surar

- Red: Supervivent, que li indica a Will la seua habitació en els barracots.

- Imperator: Oracle dels supervivents, amb aspecte de xiqueta, a la qual pregunten tots els seus dubtes.